# Coup de Grace (The Stranglers)
Coup de Grace è il quattordicesimo album studio dei The Stranglers, pubblicato nel 1998.
È l'album meno venduto della carriera della band, essendosi piazzato alla posizione #171 della classifica inglese.

## Tracce
1. God is Good
2. You Don't Think That What You've Done is Wrong
3. Tonight
4. Jump Over My Shadow
5. Miss You
6. Coup de Grace (S-O-S)
7. In the End
8. No Reason
9. Known Only unto God
10. The Light

## Formazione
- Paul Roberts - voce
- John Ellis - chitarra
- J.J. Burnel - basso, voce
- Jet Black - batteria
- Dave Greenfield - tastiere, voce d'accompagnamento